# Apache Zeppelin
Apache Zeppelin est un projet maintenu par la fondation Apache sous licence open-source visant à fournir une interface web (on parle de notebook) et permettant d'analyser et mettre en forme simplement, de manière visuelle et interactive, de gros volumes de données traités via le framework de calcul distribué Spark.
Zeppelin repose sur un système de greffons (ou modules d'extension) ; cela lui permet de travailler avec divers composants logiciels tel que Spark, Cassandra, des commandes Unix interprétées, du texte en Markdown, du code Scala.